# Night Teeth
 (février 2022).
Si vous disposez d'ouvrages ou d'articles de référence ou si vous connaissez des sites web de qualité traitant du thème abordé ici, merci de compléter l'article en donnant les références utiles à sa vérifiabilité et en les liant à la section « Notes et références ».
Pour plus de détails, voir Fiche technique et Distribution.
Night Teeth est un film américain de Netflix, réalisé par Adam Randall, sorti en 2021.

## Synopsis
Benny, propose à son frère Jay, chauffeur de taxi, de le remplacer pour une course de nuit. Il conduit donc deux jeunes femmes qui lui demandent de s'arrêter à plusieurs endroits. Mais les choses commencent à devenir étranges et à mal tourner...

## Fiche technique
- Titre : Night Teeth
- Réalisation : Adam Randall
- Scénario : Brent Dillon
- Musique : Ian Ultquist
- Production : Unique Features
- Pays d'origine : Royaume-Uni et États-Unis
- Durée : 107 minutes
- Genre : Action, drame, fantastique, horreur et thriller
- Date de sortie : 
  - États-Unis : 20 octobre 2021

## Distribution
- Jorge Lendeborg Jr. (VF : Alexandre Nguyen) : Benny
- Debby Ryan (VF : Jessica Monceau) : Blaire
- Lucy Fry (VF : Audrey Sourdive) : Zoe
- Raúl Castillo (VF : Juan Llorca) : Jay
- Alfie Allen (VF : Damien Ferrette) : Victor
- Alexander Ludwig (VF : Donald Reignoux) : Rocko
- Sydney Sweeney (VF : Alice Orsat) : Eva
- Megan Fox (VF : Laure Filiu) : Grace
- Marlene Forte (VF : Emmanuelle Rivière) : Abuela
- Ash Santos (VF : Aurélie Konaté) : Maria
- Bryan Batt (VF : José Luccioni) : Gio